# Rouge cerise
Pour les articles homonymes, voir Cerise (homonymie).
Le cerise ou rouge cerise est un nom de couleur en usage en teinturerie depuis le XVIIe siècle au moins, qui désigne, en France, un  rouge vif, d'après la couleur la plus commune des fruits cerise, quoiqu'il puisse s'en écarter notablement.

## Nuanciers
En peinture, on trouve cerise griotte ; en fil à broder, 
815 Cerise.

### Ceriseen anglais
En anglais, la couleur cerise n'est pas la couleur « cherry », qui s'inspire de celle du fruit, vu comme moins violacé, tandis que cerise est un nom exotique, qui renvoie à une couleur de la mode, qui s'en écarte notablement, du côté du mauve et du violet. Le fuchsia nommé Hollywood en 1922 a été renommé Cerise Hollywood dans les années 1940. C'est ainsi qu'on trouve, pour les arts graphiques, 180 Cerise.

## Histoire
Le Répertoire de couleurs, de la Société des chrysanthémistes, publié en 1905, précise qu'il s'agit de celle des variétés « anglaise hative, anglaise tardive, Montmorency à longue queue et Montmorency à courte queue », non sans indiquer que « le Cerise des modes et des étoffes est, la plupart du temps, mal dénommé ». Quant à la couleur, comparée par des regards experts, elle est identique à celle du Rouge de Chine des peintures Ripolin et de la Laque brillante no 46 du fabricant de couleurs pour artistes Lefranc. La couleur cerise des teinturiers diverge en effet de longue date de celle des fruits.
Au XIXe siècle, Michel-Eugène Chevreul a entrepris de repérer les couleurs entre elles et par rapport aux raies de Fraunhofer. Le Cerise de l’Instruction générale sur la teinture des laines de 1671 est Rouge 10 ton  ouRouge 9 ton comme celui du teinturier Guignon, celui sur laine de Villaret, d'Amiens, est Rouge 11 ton, c'est-à-dire de même teinte que le rouge rubis. Le Cerise est pour Chevreul la dénomination vulgaire du vrai rouge, et c'était aussi, avant lui, l'opinion de Castel. Le Rouge turc sur coton du teinturier Steiner est coté aussi à rouge 10 ton. Mais Chevreul a aussi évalué le Cerise sur soie de Tuvée, à 5 violet-rouge 8 ton, quand le Cramoisi-cerise de Villaret, déjà cité, est 5 violet-rouge 11 ton.

### Lerouge cerisedes forgerons
Ce sont là des points de vue de spécialistes étudiant les couleurs. Mais on peut rapprocher leurs vues de celles d'un artilleur, qui, discourant sur le tir incendiaire à boulets rouges écrit « en le chauffant rouge cerise une dilatation bien plus forte que celle qui résulte du rouge brun ». En effet, on disait chauffer au rouge-brun (signifiant rouge sombre), au rouge cerise, à blanc. Quand on chauffe le fer sans le fondre, donc à moins de 1 800 K, la couleur du rayonnement est toujours un rouge des longueurs d'onde les plus longues du spectre visible, c'est-à-dire exactement celles que désigne Chevreul pour le rouge, vulgairement appelé Cerise.
Comme cette nuance ne se reproduit pas aisément avec des colorants, on mélangeait à ceux-ci (kermès ou garance) du bleu. C'est d'ailleurs aussi nécessaire pour obtenir la teinte de certaines variétés de cerises.